# Assaut final (film)
Pour le téléfilm américain de 2004, voir Assaut final (téléfilm).
Pour plus de détails, voir Fiche technique et Distribution.
Assaut final (Partizani) est un film de Partisans yougoslave de Stole Janković sorti en 1974, avec Rod Taylor (Marko), Adam West, Xenia Gratsos, Bata Zivojinovic et Peter Carsten. Son titre vient du nom donné aux soldats de l’Armée populaire de libération et détachements de Partisans de Yougoslavie.

## Synopsis
Inspirés de faits réels, ce film dépeint la résistance yougoslave face aux armées d’Hitler.

## Fiche technique
- Réalisation : Stole Janković

## Distribution
- Rod Taylor : Marko
- Bata Živojinović : Braka
- Xenia Gratsos : Anna Kleitz
- Adam West : Capitaine Kurt Kohler
- Olivera Katarina : Mila
- Peter Carsten : Colonel Henke